# Général du Pommeau
Général du Pommeau est un cheval de course trotteur français né le 3 mai 1994 et mort le 9 juin 2024, spécialiste du trot attelé.

## Naissance et élevage
Général du Pommeau est né le 3 mai 1994, par Sébrazac et Actrice du Pommeau, fille de Le Loir — le père de Ténor de Baune. Il est bai et va mesurer seulement 1,58 m à l'âge adulte. En raison de sa petite taille, son éleveur Jean Pichon ne trouve pas d'acquéreur pour lui, et décide de le garder et de le confier à l'entraîneur Jules Lepennetier.

## Carrière de courses
Général du Pommeau se qualifie à Laval le 3 juillet 1996 en courant le kilomètre en 1' 24" 1. Il commence sa carrière de courses par une deuxième place à Cherbourg le 15 septembre 1996 et remporte deux semaines plus tard son premier succès.
Jules Lepennetier sent alors qu'il a dans ses écuries un cheval très prometteur et le destine rapidement aux courses de groupe. Le cheval remporte de manière impressionnante le Prix Paul Viel le 1er février 1997 en perdant beaucoup de terrain au départ et confirme sa suprématie sur la jeune génération dans le Critérium des Jeunes quelques semaines plus tard.
Il collectionne dès lors les victoires dans les groupes II à l'attelé et, après son échec dans le Critérium des 3 ans en décembre 1997 — à la suite d'une faute due à une douleur à un genou —, il remporte les trois autres critériums destinés à sa génération (Critérium des 4 ans, Critérium continental et Critérium des 5 ans.
En 2000, il se présente au départ du premier des cinq Prix d'Amérique qu'il va disputer au cours de sa longue carrière. Favori d'une course où lui sont opposés le futur phénomène italien Varenne et le Suédois Remington Crown (sv), il s'impose cette année-là, semblant inapprochable, avec une réduction kilométrique de 1'12"6. Par la suite, le petit cheval trouve toujours le moyen de faire l'arrivée de la prestigieuse épreuve, terminant deux fois derrière Varenne (3e en 2001, 2e en 2002). À l'étranger, s'il parvient à s'imposer brillamment dans l'Åby Stora Pris 1999, il est défait dans l'Olympiatravet 2000 par Varenne et dans l'Elitloppet 2000 par le crack suédois Victory Tilly.
Général du Pommeau a la particularité de courir déferré, ce qui lui vaut d'être surnommé « le Général aux Pieds Nus ». Cette pratique améliore nettement ses performances, mais peut aussi lui causer des douleurs aux pieds. Jouissant d'une grande popularité, il court jusqu'à atteindre la limite d'âge en France (10 ans), en 2004.
Il meurt le 9 juin 2024 au haras du Pays d'Auge à Notre-Dame-d'Estrées (Calvados).

### Palmarès
France
- Prix d'Amérique (Gr.1, 2000)
- Prix de Paris (Gr.1, 2002)
- Prix René Ballière (Gr.1, 1999, 2000)
- Critérium des Jeunes (Gr.1, 1997)
- Prix Capucine (Gr.1, 1997)
- Critérium des 4 ans (Gr.1, 1998)
- Critérium continental (Gr.1, 1998)
- Critérium des 5 ans (Gr.1, 1999)
- Championnat européen des 5 ans (Gr.1, 1999)
- Prix Emmanuel Margouty (Gr.2, 1996)
- Prix Paul Karle (Gr.2, 1997)
- Prix Paul Viel (Gr.2, 1997)
- Prix Victor Régis (Gr.2, 1997)
- Prix Pierre Plazen (Gr.2, 1997)
- Prix Henri Cravoisier (Gr.2, 1997)
- Prix Gaston de Wazières (Gr.2, 1998)
- Prix Paul Leguerney (Gr.2, 1998)
- Prix de Milan (Gr.2, 1998)
- Prix Roederer (Gr.2, 1999)
- Prix Robert Auvray (Gr.2, 1999)
- Prix Ovide Moulinet (Gr.2, 1999)
- Grand Prix du Sud-Ouest (Gr.2, 1999)
- Prix Chambon P (Gr.2, 1999)
- Prix Marcel Laurent (Gr.2, 1999)
- Prix Thiéry de Cabanes (Gr.2, 2000)
- Prix d'Europe (Gr.2, 2001)
- Prix de Washington (Gr.2, 2002)
- Prix d'Été (Gr.2, 2002)
- 2e Prix d'Amérique (Gr.1, 2002)
- 2e Prix de France (Gr.1, 2002)
- 2e Prix de l'Atlantique (Gr.1, 2000)
- 2e Prix de Bourgogne (Gr.2, 2001, 2002)
- 2e Prix Gaston Brunet (Gr.2, 1998)
- 2e Prix Jockey (Gr.2, 1999)
- 2e Prix des Ducs de Normandie (Gr.2, 1999)
- 2e Grand Prix du Sud-Ouest (Gr.2, 2000)
- 2e Prix d'Europe (Gr.2, 2002)
- 3e Prix d'Amérique (Gr.1, 2001)
- 3e Prix de France (Gr.1, 2003)
- 3e Prix Louis Jariel (Gr.2, 1999)
- 3e Prix Albert Demarcq (Gr.2, 1999)
- 3e Prix Abel Bassigny (Gr.2, 1997)
- 3e Clôture du Grand National du trot (Gr.2, 2003)
- 4e Prix d'Amérique (Gr.1, 2003)
- 5e Prix d'Amérique(Gr.1, 2004)

 Suède
- Åby Stora Pris Gr.1, 1999)
- 2e Elitloppet (Gr.1, 2000)
- 2e Olympiatravet (Gr.1, 2000)
- 2e Åby Stora Pris Gr.1, 2000)

 Norvège
- 3e Grand Prix d'Oslo (Gr.1, 2000)

 Finlande
- 3e Kymi Grand Prix (Gr.1, 2002)

## Au haras
Devenu étalon, il n'obtient qu'un succès relatif en tant que reproducteur (même s'il donna le classique suédois Marquis du Pommeau 1'11", lauréat du Svenskt Travkriterium), dû a une faible fertilité. Son meilleur produit en France est Talicia Bella 1'11". Ses derniers produits sont nés en 2013 (D).

## Origines
| Origines de Général du Pommeau, mâle, bai. | Origines de Général du Pommeau, mâle, bai. | Origines de Général du Pommeau, mâle, bai. | Origines de Général du Pommeau, mâle, bai. |
| ------------------------------------------ | ------------------------------------------ | ------------------------------------------ | ------------------------------------------ |
| Père Sébrazac                              | Éjakval                                    | Kerjacques                                 | Quinio                                     |
| Père Sébrazac                              | Éjakval                                    | Kerjacques                                 | Arlette III                                |
| Père Sébrazac                              | Éjakval                                    | Quadrivalse                                | Flocon II                                  |
| Père Sébrazac                              | Éjakval                                    | Quadrivalse                                | Valse F                                    |
| Père Sébrazac                              | Kalinka                                    | Beau Ludois L                              | Pacha Grandchamp                           |
| Père Sébrazac                              | Kalinka                                    | Beau Ludois L                              | La Ludoise C                               |
| Père Sébrazac                              | Kalinka                                    | Elsova                                     | Quioco                                     |
| Père Sébrazac                              | Kalinka                                    | Elsova                                     | Kina Williams                              |
| Mère Actrice du Pommeau                    | Le Loir                                    | Chambon P                                  | Kerjacques                                 |
| Mère Actrice du Pommeau                    | Le Loir                                    | Chambon P                                  | Plombière P                                |
| Mère Actrice du Pommeau                    | Le Loir                                    | Chérie du Loir                             | Oraki                                      |
| Mère Actrice du Pommeau                    | Le Loir                                    | Chérie du Loir                             | O ma Fleur                                 |
| Mère Actrice du Pommeau                    | Inès du Buisson                            | Valleney                                   | Carioca II                                 |
| Mère Actrice du Pommeau                    | Inès du Buisson                            | Valleney                                   | Ixia                                       |
| Mère Actrice du Pommeau                    | Inès du Buisson                            | Symphonie H                                | Lelope                                     |
| Mère Actrice du Pommeau                    | Inès du Buisson                            | Symphonie H                                | Épercieux                                  |